# جيمس ويلسون (سياسي نيوزيلندي)
جيمس ويلسون (بالإنجليزية: James Wilson)‏ هو سياسي نيوزيلندي، ولد في 1814، وتوفي في 1898.